# Concours e3a
En France, le Concours e3a est un concours commun d'accès à certaines écoles d'ingénieurs. Il est ouvert aux élèves des classes préparatoires scientifiques. Ce concours a été créé par les Arts et Métiers ParisTech (ENSAM) et par l'École spéciale des travaux publics, du bâtiment et de l'industrie (ESTP).
Le Concours E3A organise des épreuves écrites communes. En ce qui concerne l'oral, chaque école ou groupe d'école organise ses propres épreuves orales. Ainsi, les écoles du groupe Archimède se divisent en trois catégories, les écoles dites du « concours A », celles du « concours P » (correspondant aux écoles du réseau Polytech), ces deux sous-groupes organisent chacun un oral commun, et les écoles organisant leurs épreuves orales individuellement (ENSIL, ENSTIB, IDC).
Les Arts et Métiers ParisTech et l'ESTP quittent le concours en 2019 pour rejoindre le Concours Centrale-Supélec (CCS).
Dès lors, le concours e3a se rapproche du concours CCinp et évolue en 2020 sous la forme du nouveau concours e3a-Polytech.

## Écoles concernées (2019)
Le concours e3a rassemble 3 concours partenaires et est utilisé en banque de notes par les écoles d'ingénieurs. Les épreuves écrites sont communes. Les épreuves orales dépendent de chaque école et peuvent inclure ou non le TIPE. 
Les candidats, à l'issue des épreuves écrites, sont déclarés selon le cas non admissible, admissible ou grand admissible puis ils sont classés à l'issue des épreuves orales. 
Le concours e3a suit ensuite la procédure d'admission commune du SCEI. 
En 2010, toutes les écoles suivantes étaient accessibles après le concours E3A : 
- Concours POLYTECH :
  - Réseau Polytech
  - ENSIBS
  - ENSIM
  - ESBS
  - ESGT
  - ESIPE Créteil
  - ESIR Rennes
  - ESIReims
  - ESIROI
  - ESIX Normandie
  - ESIAB
  - ISAT
  - ISIFC
  - ISIS
  - ISTIA
  - ISTY
  - Sup Galilée
- Écoles en banque de notes :
  - ECE Paris
  - EFREI Paris
  - EIDD Paris
  - EIGSI La Rochelle et Casablanca
  - EIL Côte d'Opale
  - ELISA Aerospace
  - EME
  - ENSAIT
  - ENSIL-ENSCI
  - EPF
  - ESB
  - ESIEA Paris/Laval
  - ESIEE Amiens
  - ESIEE Paris
  - ESIGELEC
  - ESILV Paris
  - ESITC Caen
  - ESTACA Paris-Saclay/Laval
  - ESTIA
  - SIGMA Clermont (ex IFMA)
  - INP-ENI Tarbes
  - INSA Centre Val de Loire
  - ISMANS
  - Groupe CESI
  - École des Mines de Douai-ISPA
  - ITECH LYON
  - 3iL Ingénieurs
  - Paoli Tech
  - Concours FESIC Prépa
    - ECAM Lyon
    - ECAM Rennes
    - ECAM Strasbourg-Europe
    - ECAM-EPMI Cergy-Pontoise
    - ESAIP Angers-Aix-en-Provence
    - ESCOM Chimie Compiègne
    - ESEO Angers
    - HEI Lille
    - ISEN Lille
    - ISEN Méditerranée (Campus de Toulon et Nîmes)
    - ISEN Ouest (Brest)
    - ISEP Paris
    - UniLaSalle Beauvais